# Paraclytus reitteri
Paraclytus reitteri är en skalbaggsart som först beskrevs av Ludwig Ganglbauer 1881.  Paraclytus reitteri ingår i släktet Paraclytus och familjen långhorningar.
Artens utbredningsområde är Iran. Inga underarter finns listade i Catalogue of Life.